# لويس نيال
لويس نيال (بالإنجليزية: Lewis Neal)‏ (14 يوليو 1981 بليستر في المملكة المتحدة - ) هو لاعب كرة قدم بريطاني في مركز الوسط. لعب مع آي بي في وأورلاندو سيتي وبريستون نورث إيند ودي.سي. يونايتد وستوك سيتي وشروزبري تاون ونوتس كاونتي وOrlando City SC (2010–2014) ‏ ونادي كارلايل يونايتد وOrlando City B ‏.

## وصلات خارجية
- لويس نيال على موقع الدوري الأمريكي (الإنجليزية)
- لويس نيال على موقع قاعدة بيانات كرة القدم.إي يو (الإنجليزية)
- لويس نيال على موقع Soccerbase.com (لاعب) (الإنجليزية)
- لويس نيال على موقع Soccerway.com (الإنجليزية)
- لويس نيال على موقع AS.com (الإسبانية)